# Chas (Puy-de-Dôme)
Chas ist eine französische Gemeinde mit 368 Einwohnern (Stand: 1. Januar 2022) im Département Puy-de-Dôme in der Region Auvergne-Rhône-Alpes. Chas gehört zum Arrondissement Clermont-Ferrand und zum Kanton Billom (bis 2015: Kanton Vertaizon).

## Lage
Chas liegt etwa 15 Kilometer ostsüdöstlich von Clermont-Ferrand in der Limagne. Umgeben wird Chas von den Nachbargemeinden Vassel im Norden, Espirat im Osten, Billom im Süden und Südosten sowie Chauriat im Westen.

## Bevölkerungsentwicklung
| Jahr                       | 1962 | 1968 | 1975 | 1982 | 1990 | 1999 | 2006 | 2013 |
| Einwohner                  | 229  | 215  | 225  | 215  | 268  | 291  | 360  | 400  |
| Quellen: Cassini und INSEE |      |      |      |      |      |      |      |      |

## Sehenswürdigkeiten
- Kirche Saint-Martin, seit 1969 Monument historique
- alte Ortsbefestigung mit Tor, seit 1979 Monument historique